# Nöther (cráter)

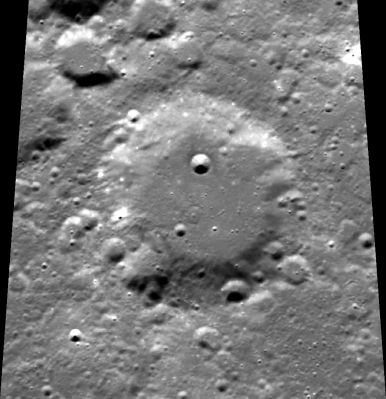
Fotografía de la misión Clementine (1994)

Nöther (también escrito en ocasiones como Noether) es un cráter de impacto perteneciente a la cara oculta de la Luna. Se encuentra en las latitudes septentrionales, al noroeste de la llanura amurallada del cráter Poczobutt. Alrededor de dos diámetros del cráter al noroeste de Nöther se halla Niepce.
|  |

Este es un elemento antiguo, notablemente erosionado y con un borde exterior redondeado y marcado por varios pequeños cráteres. La pared interior es más estrecha en el lado noreste, mientras que la mitad sur es la más marcada por los impactos. El suelo interior es casi plano y sin rasgos distintivos, con tan solo un pequeño cráter cerca de la pared interior norte-noreste y un pequeño cráter en el sursudoeste.

## Cráteres satélite
Por convención estos elementos son identificados en los mapas lunares poniendo la letra en el lado del punto medio del cráter que está más cercano a Nöther.
|        | \| Nöther \| Coordenadas \| Diámetro \| \| ------ \| ------------------------------- \| -------- \| \| A \| 69°18′N 112°06′O / 69.3, -112.1 \| 29 km \| \| E \| 67°36′N 105°06′O / 67.6, -105.1 \| 47 km \| \| T \| 66°18′N 121°30′O / 66.3, -121.5 \| 44 km \| \| U \| 67°36′N 123°24′O / 67.6, -123.4 \| 36 km \| \| V \| 68°54′N 122°24′O / 68.9, -122.4 \| 26 km \| \| X \| 68°54′N 116°48′O / 68.9, -116.8 \| 30 km \| |          |
| Nöther | Coordenadas | Diámetro |
| A      | 69°18′N 112°06′O / 69.3, -112.1 | 29 km    |
| E      | 67°36′N 105°06′O / 67.6, -105.1 | 47 km    |
| T      | 66°18′N 121°30′O / 66.3, -121.5 | 44 km    |
| U      | 67°36′N 123°24′O / 67.6, -123.4 | 36 km    |
| V      | 68°54′N 122°24′O / 68.9, -122.4 | 26 km    |
| X      | 68°54′N 116°48′O / 68.9, -116.8 | 30 km    |